# آدم روزين
آدم روزين (بالإنجليزية: Adam Rosen)‏ هو متسابق على الجليد بمزلاجة وطيار بريطاني، ولد في 12 أبريل 1984 في نيو روتشيل في الولايات المتحدة.
توفي في تاريخ 19 ديسمبر عام 2021 جراء معاناته من مرض السرطان.

## وصلات خارجية
- آدم روزين على موقع FIL (الإنجليزية)
- آدم روزين على موقع اللجنة الأولمبية الدولية (الإنجليزية)
- آدم روزين على موقع أوليمبيديا (الإنجليزية)
- آدم روزين على موقع اللجنة الأولمبية البريطانية (الإنجليزية)